# Sport Clube Beira Mar do Tarrafal
O Sport Clube Beira Mar do Tarrafal é um clube poliesportivo de Tarrafal, na ilha do Santiago de Cabo Verde. No clube existem departamentos que incluem futebol, atletismo, handebol, basquetebol, voleibol e boxe.

## História
O clube é o mais antigo de Tarrafal, formado em 1985 a partir da união de clubes esportivos do Voz de África, Astros e Moscal. É a filial do clube de Aveiro de Portugal, SC Beira-Mar. O clube comemorou seu 10º aniversário em 1995 e 29º aniversário em 2014.
Na temporada 2014-15, o Beira-Mar conquistou o título do campeonato regional, terminando em quarto na primeira fase e alcançando a sexta posição no Grupo B do campeonato nacional. Na temporada seguinte (2015-16), o Beira Mar encerrou em quinto lugar com 38 pontos e 52 gols, estabelecendo um novo recorde.
Atualmente, em 2024, o Sport Clube Beira Mar do Tarrafal comemora o seu 39.º aniversário.

## Rivalidades
O maior rival do clube é o Varandinha, com o clássico sendo intitulado de Derby de Tarrafal.

## Zona norte
- Liga Insular de Santiago (Zona Norte): 1 (2014/15)

## Futebol

### Palmarés
| Escalão | Nº Presenças | Títulos | Melhor Classificação |
| I       | 1            | 0       | 6a (Grupo A)         |
| II      | 28-30        | 1       | 1a                   |

### Classificações

#### Nacionais
| Temporada | Div | Pos | Pts   | J | V | E | D | G.M. | G.S. | Diff. |
| 2015      | 1B  | 6   | 1 pta | 5 | 0 | 1 | 4 | 3    | 14   | -11   |

#### Regionais
| Temporada | Div | Pos | Pts    | J  | V  | E | D  | G.M. | G.S. | Diff. |
| 2014-15   | 2   | 4   | 21 pts | 12 | 6  | 3 | 3  | 17   | 14   | +3    |
| 2014-15   | 2   | 1   | 12 pts | 6  | 4  | 0 | 2  | 11   | 4    | +7    |
| 2015-16   | 2   | 5   | 38 pts | 26 | 11 | 5 | 10 | 52   | 41   | +11   |
| 2016-17   | 2   | 7   | 33 pts | 22 | 9  | 6 | 7  | 30   | 31   | -1    |

## Estatísticas
- Melhor classificação: 6⁠ª - Fase grupo (nacional)
- Apresentações em campeonatos:
  - Nacional: Um, em 2015
  - Regional: 16
- Gols totais: 3 (nacional)
- Ponto total: 1 (nacional)
- Derrota total: 1 (nacional)
- Maior número de gols em uma temporada: 52 (regional), em 2016
- Maior número de pontos totais em uma temporada: 38 (regional), em 2016
- Mais vitórias em uma temporada: 12 (regional), em 2016
- Mais partidas jogadas em uma temporada: 26 (regional), em 2016

Outros:
- Apresentações na Taça de GAFT: 2